# Mundialito Tahuichi “Paz y Unidad”
El Mundialito Tahuichi «Paz y Unidad» es un torneo internacional de fútbol para jugadores Sub-15. El torneo es organizado desde 1997 por la Academia Tahuichi de Santa Cruz de la Sierra, una institución formadora de futbolistas.

## Historial[3]
| Año        | Campeón                                        | Subcampeón                  |
| ---------- | ---------------------------------------------- | --------------------------- |
| 1996       | Real Madrid (España)                           | Academia Tahuichi           |
| 1997       | Florida                                        | Vélez Sarsfield (Argentina) |
| 1998       | Academia Tahuichi                              | La Chelona (El Salvador)    |
| 1999       | Atlas (México)                                 | Florida                     |
| 2000       | Atlas (México)                                 | Emelec (Ecuador)            |
| 2001       | Academia Tahuichi                              | Atlas (México)              |
| 2002       | Costa Rica Sub-15                              | Academia Tahuichi           |
| 2003       | Academia Tahuichi                              | Paraguay Sub-15             |
| 2004       | Academia Tahuichi                              | River Plate (Argentina)     |
| 2005       | Danubio FC (Uruguay)                           | Atlas (México)              |
| 2006       | Danubio FC (Uruguay)                           | Atlas (México)              |
| 2007       | Academia Tahuichi                              | Danubio FC (Uruguay)        |
| 2008       | Paraguay Sub-15                                | Academia Tahuichi           |
| 2009       | Uruguay Sub-15                                 | Academia Tahuichi           |
| 2010       | Academia Tahuichi                              | Cerro Porteño (Paraguay)    |
| 2011       | Colombia Sub-15                                | Uruguay Sub-15              |
| 2012       | Club Nacional de Football                      | Colombia Sub-15             |
| 2013       | Colombia Sub-15                                | Cerro Porteño (Paraguay)    |
| 2014       | Academia Tahuichi                              | Club Guaraní (Paraguay)     |
| 2015       | Colombia Sub-15                                | Academia Tahuichi           |
| 2016       | Academia Tahuichi                              | Danubio FC (Uruguay)        |
| 2017       | E.C. São José (Brasil)                         | Millonarios F.C. (Colombia) |
| 2018       | Academia Tahuichi                              | E.C. São José (Brasil)      |
| 2019       | Academia Tahuichi                              | Guaraní (Paraguay)          |
| 2020       | Academia Tahuichi                              | Santaní (Paraguay)          |
| 2021-22-23 | Pandemia de Covid 19 y Protestas de Santa cruz |                             |
| 2024       | Academia Cantolao (Perú)                       | Puerto Cabello (Venezuela)  |